# Charlottenburgi park
A charlottenburgi park Berlin legnagyobb palotájának, a Schloss Charlottenburgnak a parkja.
A Schloss Charlottenburg környéke a város egyik legelbűvölőbb része, tele zöld növényzettel és szép, 19. század végi épülettel. Eredetileg a Lützow nevű kis település állt ezen a helyen, amely jelentőségét akkor nyerte el, amikor III. Frigyes választófejedelem (a későbbi I. Frigyes király) felépítette itt felesége számára a nyári rezidenciát a 17. század végén.

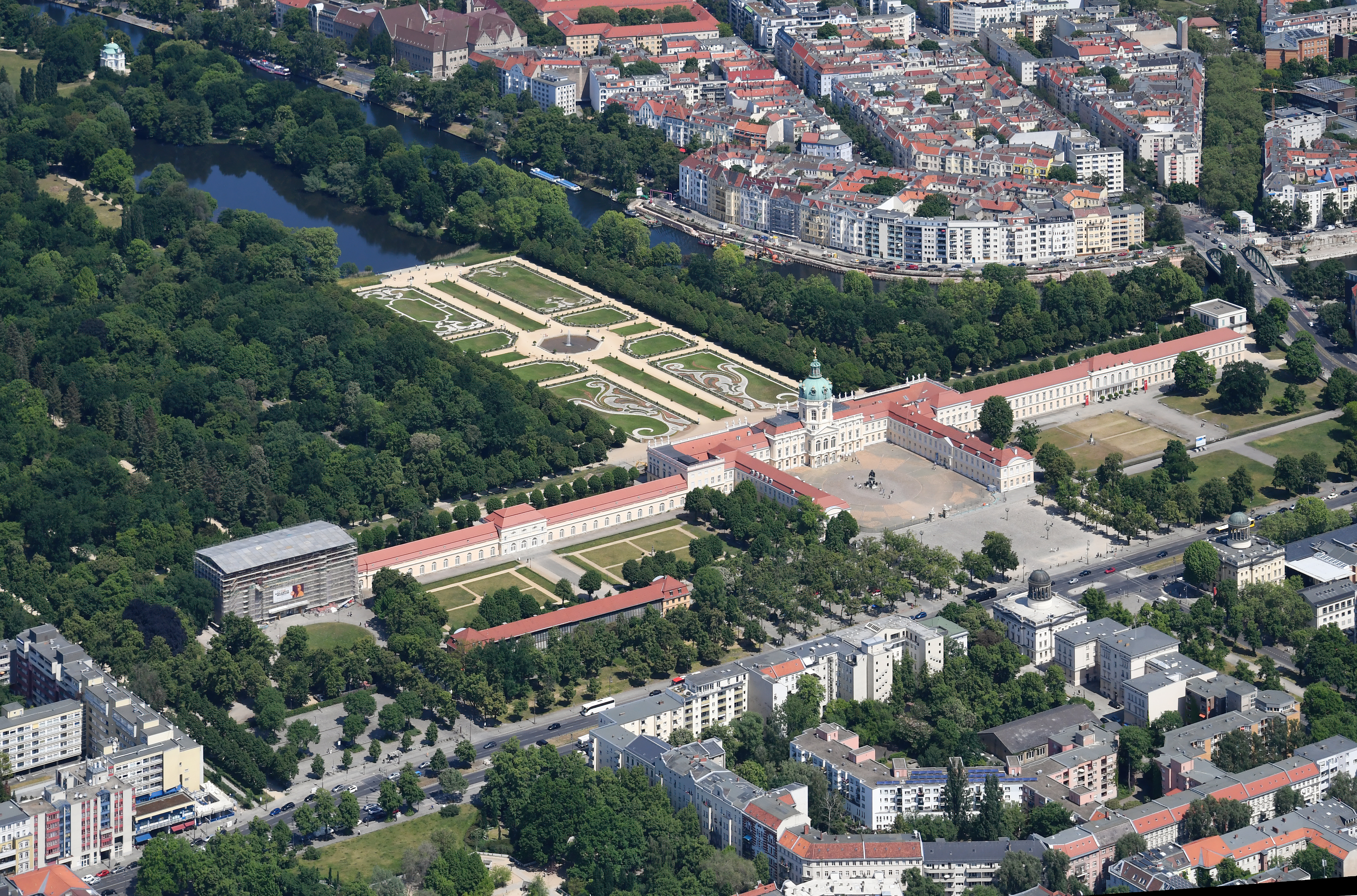
A palota (Schloss Charlottenburg) és parkja